# Šedivka (Nebušice)
Šedivka je bývalá usedlost v Praze 6-Nebušicích v ulici K Vinicím severovýchodně od obce ve stráni u lesa.

## Historie
Na vinici, která patřila nedaleké Jenerálce, byla počátkem 19. století postavena usedlost. Krátkou dobu plnila funkci školy, ve které vyučoval vysloužilý vojín. Po zániku vinice sloužila usedlost jako hospodářský dvůr.